# Kamppi (metrostation)
Kamppi (Zweeds: Kampen) is een station van de metro van Helsinki. Het station is geïntegreerd in het Kamppi Centrum en ligt op 1,2 kilometer van het metrostation van Ruoholahti. Het volgende station richting de oostelijke voorsteden is Rautatientori.
Het station is geopend op 1 maart 1983 en is een ontwerp van Eero Hyvämäki, Jukka Karhunen, en Risto Parkkinen. Station Kamppi ligt 30 meter onder het maaiveld en daarmee het diepstgelegen metrostation van Helsinki. Kamppi is het beoogde kruispunt van de twee stamlijnen, de oost-west lopende oranje route en de noord-zuid lopende groene route
. De oost-west route is sinds 1982 in bedrijf, terwijl de noord-zuid route tussen Lentoasema en Santahamina nog altijd in de ontwerpfase verkeert. 
Kivenlahti · 
Espoonlahti · 
Soukka · 
Kaitaa · 
Finnoo · 
Matinkylä ·
Niittykumpu ·
Urheilupuisto ·
Tapiola ·
Aalto-yliopisto ·
Keilaniemi ·
Koivusaari ·
Lauttasaari ·
Ruoholahti ·
Kamppi ·
Rautatientori ·
Helsingin yliopisto ·
Hakaniemi ·
Sörnäinen ·
Kalasatama ·
Kulosaari ·
Herttoniemi ·
Siilitie · 
Itäkeskus
Noordelijke tak:
Myllypuro ·
Kontula ·
Mellunmäki
Oostelijke tak:
Puotila ·
Rastila ·
Vuosaari